# Béthincourt
Béthincourt település Franciaországban, Meuse megyében. Lakosainak száma 47 fő (2022. január 1.). Béthincourt Cuisy, Cumières-le-Mort-Homme, Esnes-en-Argonne, Forges-sur-Meuse, Gercourt-et-Drillancourt és Malancourt községekkel határos.

## Népesség
A település népességének változása:
| Lakosok száma | 58   | 34   | 25   | 24   | 32   | 35   | 35   | 34   | 38   | 47   |
|               | 1968 | 1982 | 1990 | 2006 | 2013 | 2015 | 2017 | 2019 | 2020 | 2022 |